# Relações entre Japão e Tailândia
As relações entre Japão e Tailândia se referem às relações bilaterais entre o Japão e a Tailândia. Os contatos começaram cedo com o comércio japonês em navios Shuinsen e a instalação de comunidades japonesas em solo siamês, apenas para serem interrompidos com o período de Sakoku. Os contatos foram retomados no século XIX e se desenvolveram até o ponto em que o Japão é hoje um dos principais parceiros econômicos da Tailândia. Tailândia e Japão compartilham a distinção de nunca terem perdido a soberania para as potências europeias durante o colonialismo.

## Comparação entre os países
|                                         | Tailândia                                       | Japão                                         |
| --------------------------------------- | ----------------------------------------------- | --------------------------------------------- |
| População (2018)                        | 69.428.453                                      | 126.440.000                                   |
| Área                                    | 513.120 km²                                     | 377.975 km²                                   |
| Densidade populacional                  | 132,1 hab/km                                    | 334,0 hab/km                                  |
| Capital                                 | Bangkok                                         | Tóquio                                        |
| Maior cidade                            | Bangkok                                         | Tóquio                                        |
| Governo                                 | Monarquia constitucional democracia parlamentar | Monarquia constitucional parlamentar unitária |
| Línguas oficiais                        | Tailandês                                       | Japonês                                       |
| PIB nominal (2019)                      | US$ 516 Bilhões (US$ 7 607 per capita)          | US$ 5,176 Trilhões (US$ 41 021 per capita)    |
| Moeda                                   | Baht                                            | Iene                                          |
| Índice de Desenvolvimento Humano (2018) | 77º (0,765)                                     | 19º (0,915)                                   |
| Índice Global de Paz (2019)             | 114º                                            | 9º                                            |